# Castello Gamba
Il castello Gamba (precedentemente conosciuto come castello baron Gamba) è un palazzo di origine novecentesca nel comune di Châtillon che sorge su di un poggio nella parte occidentale della cittadina, in località Cret-de-Breil, nei pressi della scuola alberghiera regionale, ed è completamente circondato da un parco aperto al pubblico tutto l'anno.

## Descrizione
Il castello, con uno stile sobrio che imita una costruzione d'epoca, presenta una struttura compatta, quasi cubica, con una torre centrale massiccia e squadrata. Presenta almeno 4 piani. A fianco al castello sorge un altro edificio di servizio che si sviluppa verso nord in due corpi paralleli collegati da una volta a coprire un cortiletto.
È ben visibile dall'autostrada A5. Il lato meridionale del castello strapiomba sulla Dora Baltea.

## Storia
Il castello è un "edificio di maniera", costruito nel 1911 su progetto dell'ingegnere Carlo Saroldi e per volere del barone Charles-Maurice Gamba, proprietario del castello e sposo di Angélique d'Entrèves, figlia del conte Christin d'Entrèves.
Il 18 giugno 2008 nel parco si sono radunati oltre 4000 spettatori per l'ultimo concerto in Italia tenuto da Bob Dylan.
Il castello, in restauro tra il 2011 e il 2012, è stato riaperto a fine ottobre 2012 presentando al pubblico il nuovo allestimento museale di quello che intende diventare un centro regionale di arte moderna. Dalla sua riapertura il nome ufficiale è diventato castello Gamba.

## Museo di arte moderna e contemporanea
Il Museo di arte moderna e contemporanea che ha sede all'interno del castello Gamba è un polo culturale, luogo di esposizioni temporanee e soprattutto sede della Pinacoteca regionale. L'apertura al pubblico del castello voluta dal comune di Châtillon e dall'assessorato regionale alla cultura è avvenuta il 27 ottobre 2012.
La collezione permanente si compone di circa 150 opere di arte contemporanea già di proprietà regionale ricollocate nelle 13 sale espositive allestite al primo e secondo piano del castello; una parte delle opere è ancora in attesa di collocazione ed è conservata in una sala-archivio del secondo piano visitabile solo su prenotazione. Il terzo piano e un'altana di questo, all'interno della torretta centrale del castello, sono invece dedicati alle esposizioni temporanee ed è stata inaugurata con le opere di Italo Mus.

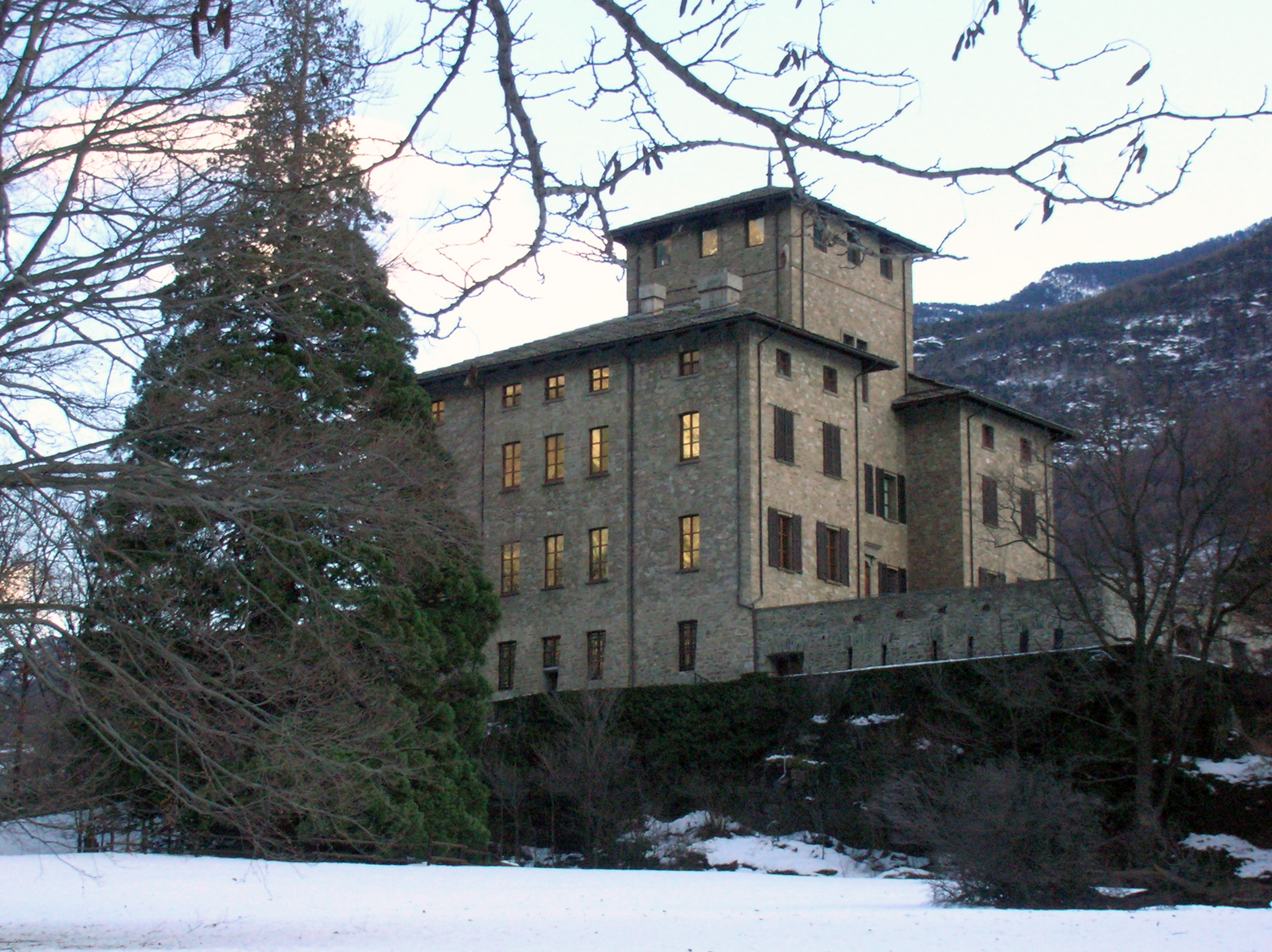
Il castello (facciate di nord-ovest) in inverno e la sequoia monumentale (Sequoiadendron giganteum)

## Il parco
Il parco è di 5 o 7 ettari ed percorso da vialetti, con panchine e una fontana in legno. Vi sono presenti anche tre alberi monumentali tutelati dalla L.R. n.50 del 21 agosto 1990, recante "Tutela delle piante monumentali".
La sequoia (Sequoiadendron giganteum) cresce a fianco al castello: è stata piantata nel 1888, si innalza per 37 m e ha un diametro di 230 cm e una circonferenza di 723 cm.
Poco distante, al centro del parco, si trova il centenario spino di Giuda (Gleditsia triacanthos), alto 22 m, con un diametro di 81 cm e una circonferenza di 254 cm.
Vi è inoltre un cipresso calvo (Taxodium distichum) ai margini occidentali del perimetro.